# GraphicsMagick
GraphicsMagick es una derivación de ImageMagick que enfatiza la estabilidad de la programación API y las líneas de comando. Se escindió de la versión 5.5.2 de ImageMagick en 2002 tras diferencias irreconciliables entre el grupo de desarrollo.
Además de las APIs de lenguaje de programación disponibles con ImageMagick, GraphicsMagick también incluye un Tcl API llamado TclMagick.
GraphicsMagick es usado por numerosas páginas web para procesar un gran número de fotografías subidas a la red.